# Srch
Srch település Csehországban, a Pardubicei járásban. Srch Stéblová, Němčice, Lázně Bohdaneč, Pardubice, Staré Hradiště és Hrobice településekkel határos. Lakosainak száma 1745 fő (2024. január 1.).

## Népesség
A település lakosságának változását az alábbi diagram mutatja:
| Lakosok száma | 686  | 829  | 770  | 822  | 744  | 912  | 1588 | 1658 | 1686 | 1745 |
|               | 1869 | 1890 | 1921 | 1950 | 1980 | 2001 | 2017 | 2019 | 2022 | 2024 |